# だれかのまなざし
『だれかのまなざし』は、新海誠監督の短編アニメーション作品。2013年2月に野村不動産グループ「プラウドボックス感謝祭」で限定公開され、その後、2013年5月31日に公開された映画『言の葉の庭』と同時上映された。

## ストーリー
一匹の猫を中心に、「未来」「家族の絆」をテーマに、一人の女性の成長やその家族の姿を描く。

## 登場人物
岡村綾
声 - 花村怜美

岡村浩司
声 - 小川真司

ミーさん(語り)
声 - 平野文

## 主題歌
「それでいいよ」
作詞：松井五郎 / 作曲：川口大輔 / 編曲：松浦晃久 / 歌手：和紗

## スタッフ
- 監督・脚本・絵コンテ・演出 - 新海誠
- キャラクターデザイン・作画監督 - 鈴木海帆
- 演出助手 - 大賀まこと
- 原画 - 新井亨、山本早苗、鈴木海帆
- 美術監督 - 丹治匠